# パピヨン (犬)
パピヨン（Papillon）は、蝶が羽根を開いたような形の耳をした犬種である（「パピヨン」とはフランス語で蝶の意）。

## 歴史
原種はスペインのトイ・スパニエルの一種とされている。15世紀以降、ポンパドゥール夫人やマリー・アントワネットをはじめとするヨーロッパ貴族の寵愛を受けるようになった。当時のヨーロッパでは入浴の習慣が無く、蚤やダニなどが、人に寄生するので、それを避ける為に犬を飼った。当時の肖像画には、主人とともにパピヨンとされる犬が描かれているものが見られる。有名なのは、オーストリアの宮廷画家マルティン・ファン・マイテンス（Martin van Meytens、1695年 - 1770年）の筆による『シェーンブルン宮殿の女帝マリア・テレジアとその家族』と題する3作の肖像画で、いずれの絵にも2頭のパピヨンとされる犬が登場している。
フランス革命の際には、革命軍によって貴族と共に数多くのパピヨンが殺害されたこともあった。
ブルボン朝の時代までは垂れ耳が一般的で、また、リスのように尾が巻いていることからリス犬と呼ばれていたが、19世紀末ごろに、スピッツやチワワと交配させて改良し、現在の立ち耳を持つタイプが出現したことで「パピヨン（フランス語で蝶の意）」と呼ばれるようになった。現在では、垂れ耳の個体はファーレーヌ（Phalène、フランス語で蛾の意）と呼ばれている。ネズミを追いかける習性があり、ネズミ捕りの犬でもあった。

## 特徴
- 小型犬
- 性格・性質： 一見華奢だが割と丈夫、少し神経質なところがある。
- 体高： 約28cm
- 体重： オス1.5〜4.5kg、メス1.5〜5kg
- 寿命： 12〜20年

## 健康上の注意点
遺伝性の病気は少ないほうだが、膝蓋骨脱臼と眼瞼内反症（逆さまつげ）になりやすい。